# أولاد بوخالفة (أولاد عباد)
أولاد بوخالفة هو دُوَّار يقع بجماعة سيدي بوطيب، إقليم بولمان، جهة فاس مكناس في المملكة المغربية. ينتمي الدوّار لمشيخة أولاد عباد التي تضم 6 دواوير. يقدر عدد سكانه بـ 954 نسمة حسب الإحصاء الرسمي للسكان والسكنى لسنة 2004.

## روابط خارجية
- البوابة الوطنية للجماعات الترابية
- المندوبية السامية للتخطيط